# 龍騎士的黎明
《龍騎士的黎明》（英語：Dawn of the Dragon Racers）是一部2014年美國動畫短片，由夢工廠動畫公司制作，伊蓮娜·博根和約翰·桑福德執導。該短片於2014年11月11日收錄在《馴龍高手2》DVD和藍光光碟版本中。短片亦於2015年3月3日發行獨立DVD，並收錄了《馴龍寶典》和《骨碎龍傳說》。

## 劇情
尋找走失羊群的過程，竟然變成一場激烈又有趣的競賽。

## 配音
- 傑·巴魯契 配音 小嗝嗝·阿倫德斯·哈德克三世
- 艾美莉卡·弗瑞娜 配音 亞絲翠·賀夫遜
- 克里斯多福·敏茲-普雷斯（英语：Christopher Mintz-Plasse） 配音 魚腳司·英格馬
- T·J·米勒 配音 悍夫那特·托爾斯頓
- 蒂姆·康維（英语：Tim Conway） 配音 莫馳
- 克里斯·艾格利（英语：Chris Edgerly） 配音 戈伯
- 湯姆·肯尼 配音 沉默斯文
- 諾蘭·諾斯 配音 大塊頭史圖依克
- 查克·皮爾曼（英语：Zack Pearlman） 配音 鼻涕粗·約葛森
- 安德魯·費莫倫 配音 暴芙那特·托爾斯頓

## 外部連結
- 互联网电影数据库（IMDb）上《龍騎士的黎明》的资料（英文）
- 豆瓣电影上《龍騎士的黎明》的資料 （简体中文）